# المعهد الوطني لعلوم الطيران والفضاء
المعهد الوطني لعلوم الطيران والفضاء (LAPAN) (بالإندونيسية : Lembaga Penerbangan dan Antariksa Nasional) هي وكالة الفضاء الحكومية الإندونيسية. تم تأسيسها في 27 نوفمبر 1963 من قبل الرئيس الإندونيسي السابق أحمد سوكارنو. الوكالة هي المسؤولة عن الأبحاث الفضائية المدنية والعسكرية طويلة الأجل.